# Mordovia Cup 2005
Il Mordovia Cup 2005 è stato un torneo di tennis facente parte della categoria ATP Challenger Series nell'ambito dell'ATP Challenger Series 2005. Il torneo si è giocato a Saransk in Russia dal 1º al 7 agosto 2005 su campi in terra rossa.

## Vincitori

### Singolare
Igor' Kunicyn ha battuto in finale  Boris Pašanski con il punteggio di 7–5, 6–4

### Doppio
Flavio Cipolla /  Simon Stadler hanno battuto in finale  Konstantin Kravčuk /  Aleksandr Kudrjavcev con il punteggio di 7–6(2), 4–6, 7–6(3)